# Lista de prefeitos de Serra Caiada
Esta é a lista de prefeitos de Serra Caiada, município brasileiro do estado do Rio Grande do Norte.
| Nº | Prefeito                           | Imagem                             | Partido                    | Início de mandato       | Fim de mandato         | Vice-prefeito                         | Observações                   |
| -- | ---------------------------------- | ---------------------------------- | -------------------------- | ----------------------- | ---------------------- | ------------------------------------- | ----------------------------- |
| 1  | Juvenal Andrelino de Souza         |                                    | PSD                        | 16 de fevereiro de 1954 | 31 de janeiro de 1955  | —                                     | Prefeito nomeado              |
| 2  | Sílvio de Araújo Sales             |                                    | PSD                        | 31 de janeiro de 1955   | 31 de janeiro de 1960  | Euclides Lins de Oliveira             | Prefeito e vice eleitos       |
| 3  | Fausto Ribeiro de Andrade          |                                    | PSD                        | 31 de janeiro de 1960   | 31 de janeiro de 1965  | Augusto Elias da Silva                | Prefeito e vice eleitos       |
| 4  | Hélio Nelson                       |                                    | PSD                        | 31 de janeiro de 1965   | 5 de agosto de 1967    | José Absalão Tinôco                   | Prefeito e vice eleitos       |
| 5  | José Absalão Tinôco                |                                    | ARENA                      | 5 de agosto de 1967     | 31 de janeiro de 1970  | —                                     | Vice-prefeito eleito no cargo |
| 6  | Luiz Moreira da Silva              |                                    | ARENA                      | 31 de janeiro de 1970   | 31 de janeiro de 1973  | José Alberan de Souza                 | Prefeito e vice eleitos       |
| 7  | Fausto Ribeiro de Andrade          |                                    | MDB                        | 31 de janeiro de 1973   | 31 de janeiro de 1977  | Dilson do Nascimento                  | Prefeito e vice eleitos       |
| 8  | José Nazareno Freire               |                                    | ARENA                      | 31 de janeiro de 1977   | 31 de janeiro de 1983  | Antônio Juvino de Souza               | Prefeito e vice eleitos       |
| 9  | Levi Lins de Oliveira              |                                    | PDS                        | 31 de janeiro de 1983   | 28 de setembro de 1988 | Wanderley Agra de Azevedo             | Prefeito e vice eleitos       |
| 10 | Aluízio Pereira de Lima            |                                    | PDS                        | 29 de setembro de 1988  | 31 de dezembro de 1988 | —                                     | Prefeito interino             |
| 11 | Wanderley Agra de Azevedo          |                                    | PDS                        | 1º de janeiro de 1989   | 31 de dezembro de 1992 | Orlando Ferreira de Lima              | Prefeito e vice eleitos       |
| 12 | Orlando Ferreira de Lima           |                                    | PL                         | 1º de janeiro de 1993   | 31 de dezembro de 1996 | Augusto Elias da Silva                | Prefeito e vice eleitos       |
| 13 | Gercione Pereira de Andrade        |                                    | PL                         | 1º de janeiro de 1997   | 31 de dezembro de 2000 | Fausto Andrade Furtado                | Prefeito e vice eleitos       |
| 14 | Fausto Andrade Furtado             |                                    | PP                         | 1º de janeiro de 2001   | 31 de dezembro de 2008 | Orlando Ferreira de Lima              | Prefeito e vice eleitos       |
| 14 | Fausto Andrade Furtado             | PSB                                | Genaldo Pereira de Andrade | 1º de janeiro de 2001   | 31 de dezembro de 2008 | Prefeito reeleito e vice eleito       |                               |
| 15 | Jessé Gomes da Silva               |                                    | PMDB                       | 1º de janeiro de 2009   | 31 de dezembro de 2012 | Francisca Maria Souza de Andrade      | Prefeito e vice eleitos       |
| 16 | Maria do Socorro dos Anjos Furtado |                                    | PMN                        | 1º de janeiro de 2013   | 31 de dezembro de 2020 | Wanderley Agra de Azevedo             | Prefeita e vice eleitos       |
| 16 | Maria do Socorro dos Anjos Furtado | PSD                                | Prefeita e vice reeleitos  | 1º de janeiro de 2013   | 31 de dezembro de 2020 | Wanderley Agra de Azevedo             |                               |
| 17 | João Maria Andrade Furtado Filho   |                                    | PSDB                       | 1º de janeiro de 2021   | até a atualidade       | Denilza da Silva do Nascimento Freire | Prefeito e vice eleitos       |
| 17 | João Maria Andrade Furtado Filho   | Maria do Socorro dos Anjos Furtado | PSDB                       | 1º de janeiro de 2021   | até a atualidade       | Prefeito reeleito e vice eleita       |                               |